# Alfa1 Capricorni
Alfa¹ Capricorni (α² Cap) – gwiazda w gwiazdozbiorze Koziorożca o wielkości gwiazdowej 4,27m. Znajduje się około 569 lat świetlnych od Słońca.

## Nazwa
Gwiazda bywa określana tradycyjną nazwą Prima Giedi, która wywodzi się od łacińskiego prima – „pierwsza” i arabskiego الجدي al jady – „koza” (jest to zatem „pierwsza (gwiazda) kozy”).

## Charakterystyka
Jest to żółty nadolbrzym, który należy do typu widmowego G3. Ma jasność 930 razy większą niż jasność Słońca. Gwiazda ta zakończyła syntezę wodoru w hel w jądrze. Ma podobną zawartość metali co Słońce.
Gwiazda ta tworzy układ optycznie podwójny z położoną dużo bliżej Alfa² Capricorni, ale ma też czterech bliskich towarzyszy. Opisany wyżej składnik A ma bliskiego towarzysza, gwiazdę o wielkości gwiazdowej 8,6m odległą o 0,8 sekundy kątowej (pomiar z 2002 r.). Składnik B znajduje się 53,2″ (pomiar z 2008 r.) nadolbrzyma i ma wielkość gwiazdową 14,1m; składnik C dzieli od gwiazdy centralnej 46,90″ (pomiar z 2010 r.), ma on jasność 9,6m. W odległości 31,4″ (w 2000 r.) od składnika C widoczny jest składnik D, gwiazda o wielkości gwiazdowej 14,2m.